# Ripač
Ripač (v srbské cyrilici Рипач) je sídlo v Bosně a Hercegovině. Administrativně je součástí města Bihać na západě země. V roce 2013 zde žilo 1316 obyvatel.
Obec se rozkládá v širokém údolí řeky Uny na severním okraji národního parku Una. V její blízkosti stojí také hraniční přechod s Chorvatskem (silnice vedoucí z Bihaće přes Ripač do opčiny Gračac). První písemná zmínka o obci pochází z roku 1408.
Obec je známá díky archeologickému nalezišti a ostrovům na řece Uně. Nachází se zde různá rekreační zařízení a atraktivní kaskády.
V minulosti měl Ripač dopravní spojení zajištěné pomocí železniční trati Sunja–Knin, nacházelo se zde nádraží. Část obce podchází trať tunelem. V současné době je doprava zajištěna pouze silniční.